# Гантінг-Веллі (Огайо)
Гантінг-Веллі (англ. Hunting Valley) — селище (англ. village) в США, в округах Каягога і Ґоґа штату Огайо. Населення — 763 особи (2020).

## Географія
Гантінг-Веллі розташований за координатами 41°29′4″ пн. ш. 81°24′46″ зх. д. / 41.48444° пн. ш. 81.41278° зх. д. (41.484378, -81.412814).  За даними Бюро перепису населення США в 2010 році селище мало площу 20,75 км², з яких 20,44 км² — суходіл та 0,31 км² — водойми.

## Демографія
Згідно з переписом 2010 року, у селищі мешкало 705 осіб у 277 домогосподарствах у складі 216 родин. Густота населення становила 34 особи/км².  Було 322 помешкання (16/км²).
Расовий склад населення:
| - 97,0 % — білих - 1,1 % — азіатів - 0,6 % — чорних або афроамериканців |

До двох чи більше рас належало 1,0 %. Частка іспаномовних становила 2,7 % від усіх жителів.
За віковим діапазоном населення розподілялося таким чином: 23,1 % — особи молодші 18 років, 50,5 % — особи у віці 18—64 років, 26,4 % — особи у віці 65 років та старші. Медіана віку мешканця становила 50,3 року. На 100 осіб жіночої статі у селищі припадало 96,9 чоловіків;  на 100 жінок у віці від 18 років та старших — 100,7 чоловіків також старших 18 років.
Медіана доходів становила 197 321 долар для чоловіків та 64 250 доларів для жінок. За межею бідності перебувало 5,6 % осіб, у тому числі 12,3 % дітей у віці до 18 років та 0,8 % осіб у віці 65 років та старших.
Цивільне працевлаштоване населення становило 357 осіб. Основні галузі зайнятості: освіта, охорона здоров'я та соціальна допомога — 25,5 %, виробництво — 24,9 %, фінанси, страхування та нерухомість — 16,5 %, науковці, спеціалісти, менеджери — 14,0 %.